# Leif Ekberg
Leif Ekberg, född 20 juli 1930 i Malmö, död 22 december 2024 i Falsterbo distrikt, var en svensk jurist.
Leif Ekberg, vars far var läkare, avlade juris kandidatexamen i Lund 1953, gjorde tingstjänstgöring i Torna och Bara domsaga 1954–1956 och blev fiskal i Hovrätten över Skåne och Blekinge 1957. Han blev assessor i hovrätten 1964, var sekreterare i 2:a lagutskottet i riksdagen 1960–1962, sekreterare i 1963 års arbetstidskommitté 1963–1968, blev sakkunnig i Socialdepartementet 1966, var åter sekreterare i 2:a lagutskottet 1967–1970 och i socialförsäkringsutskottet 1971. Han var lagman i Kammarrätten i Göteborg 1972–1976 och justitieombudsman 1976–1979. Han utsågs 1979 till president i Försäkringsöverdomstolen. Efter sin pensionering 1995 var han under en period ledamot av Lagrådet.

## Utmärkelser
- Kommendör av Nordstjärneorden, 6 juni 1972.[2]